# Breugnon
Breugnon település Franciaországban, Nièvre megyében. Lakosainak száma 152 fő (2022. január 1.). Breugnon Oisy, Trucy-l’Orgueilleux, Corvol-l’Orgueilleux, Saint-Pierre-du-Mont, Ouagne, Rix és Clamecy községekkel határos.

## Népesség
A település népességének változása:
| Lakosok száma | 177  | 178  | 179  | 169  | 165  | 160  | 156  | 151  | 152  |
|               | 2013 | 2015 | 2016 | 2017 | 2018 | 2019 | 2020 | 2021 | 2022 |